# Fimbristylis perpusilla
Fimbristylis perpusilla là loài thực vật có hoa trong họ Cói. Loài này được R.M.Harper. ex Small & Britton mô tả khoa học đầu tiên năm 1903.